# Yopougon
Yopougon este o comună din departamentul Abidjan, regiunea  , Coasta de Fildeș.